# Angus McLaren

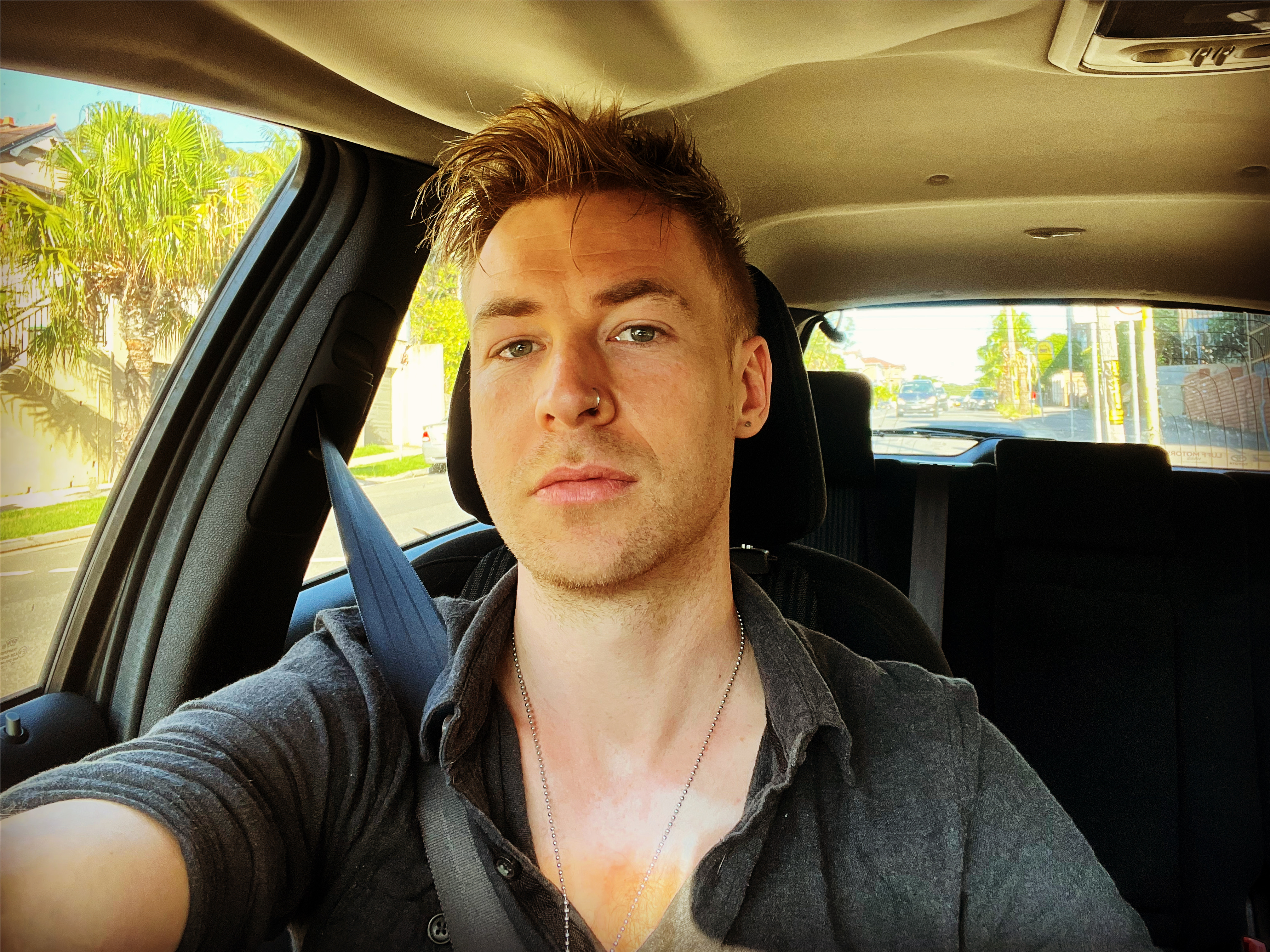
Angus McLaren, 2023

Angus McLaren (* 3. November 1988 in Leongatha, Victoria) ist ein australischer Schauspieler. Bekannt wurde er durch die Fernsehserien Silversun und H₂O – Plötzlich Meerjungfrau. Außerdem hat er in den Serien Nachbarn, Something in the Air und Blue Heelers mitgespielt.

## Werdegang

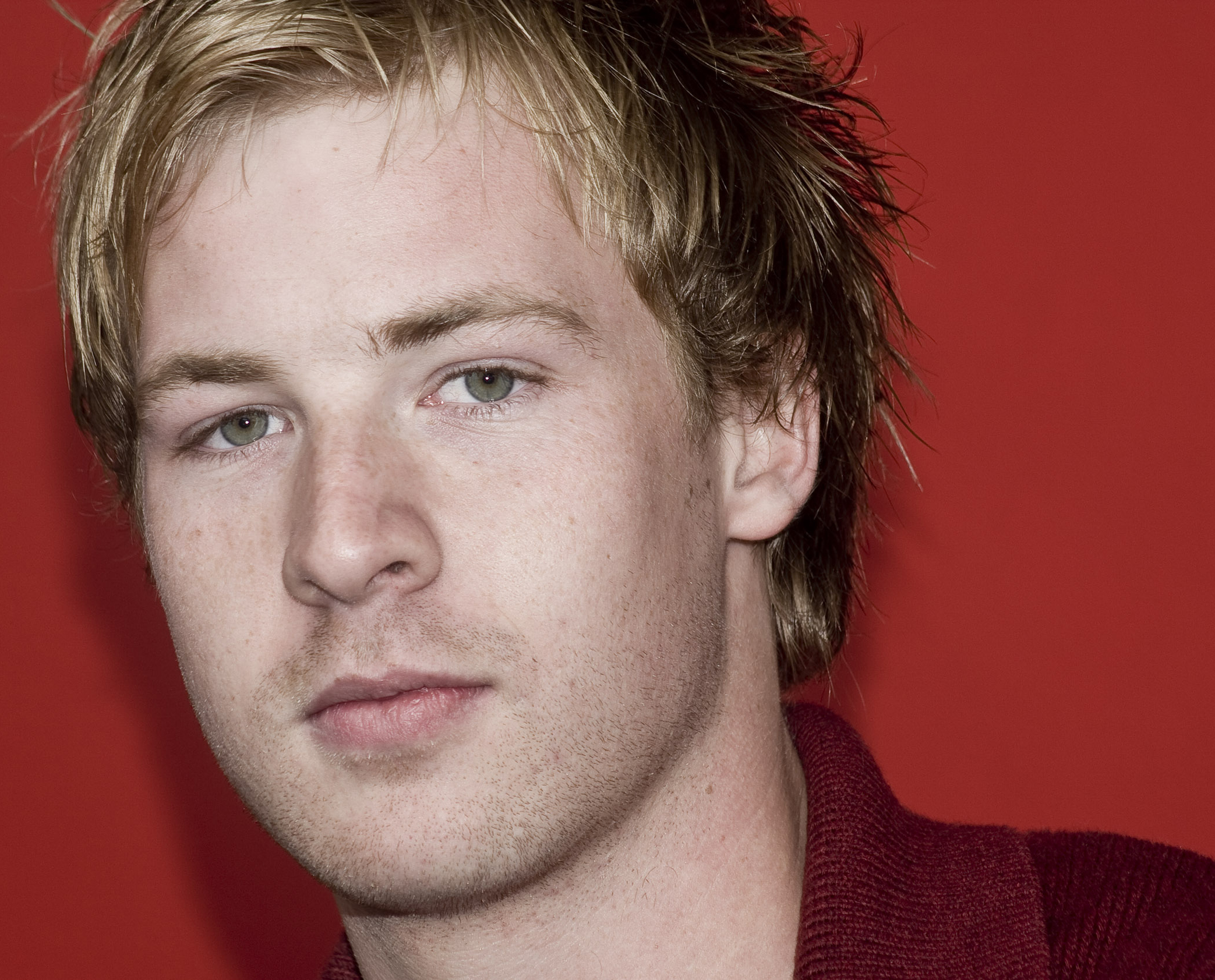
Angus McLaren, 2009

Nach Amateurproduktionen am Leongatha Lyric Theatre sowie Theaterprojekten an seiner Schule erhielt er im Alter von zwölf Jahren eine wiederkehrende Rolle in der ABC-Serie Something in the Air. Weitere Fernsehauftritte folgten, unter anderem in der Kinderserie Worst Best Friends, in The Saddle Club und Fergus McPhail, in Blue Heelers und Comedy Inc.
Von 2002 bis 2003 spielte er die Rolle des Grundy in der Familienserie Nachbarn. Seine erste Hauptrolle erhielt McLaren 2004 in der Kinderserie Silversun. Sein Spielfilmdebüt hatte er 2005 in dem Low-Budget-Film Court of Lonely Royals. 2006 folgte die Rolle als Lewis in H₂O – Plötzlich Meerjungfrau. Von 2008 bis 2013 wirkte er in der Fernsehserie Die Chaosfamilie als Nathan mit. 2019 spielte er die Hauptrolle in der Liebeskomödie The Naked Wanderer.

## Privatleben
Neben seiner Arbeit treibt McLaren gerne Sport (Cricket, Schwimmen und AFL Fußball). Außerdem ist er Sänger und spielt Gitarre und Schlagzeug. Er ist Schlagzeuger der Band "Rapids" (vorher „Ballet Imperial“).

## Filmografie (Auswahl)
- 2000–2001: Something in the Air
- 2001: The Forsaken – Die Nacht ist gierig
- 2002: Worst Best Friends
- 2002–2003: Nachbarn (Neighbours)
- 2003: Der Sattelclub (The Saddle Club)
- 2003–2005: Blue Heelers
- 2004: Fergus McPhail
- 2006–2010: H₂O – Plötzlich Meerjungfrau (H₂O: Just Add Water)
- 2006–2010: Court of Lonely Royals
- 2008–2013: Die Chaosfamilie (Packed to the Rafters)
- 2009: Silversun
- 2017: Doctor Doctor
- 2018: Hotel Mumbai
- 2018–2019: Home and Away
- 2019: The Naked Wanderer